# Joachim Rønning

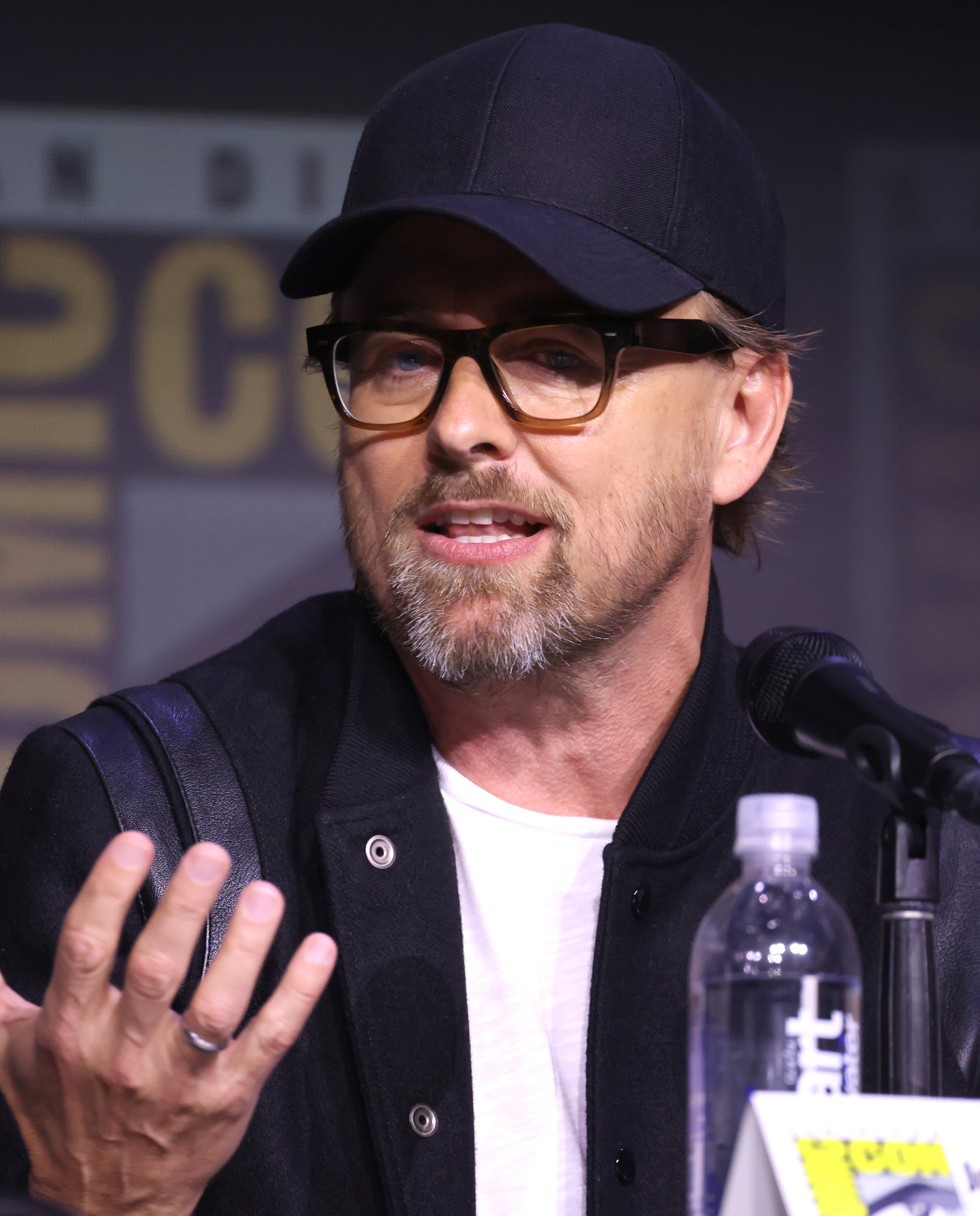
Joachim Rønning (2025)

Hans Joachim Rønning (* 30. Mai 1972 in Sandefjord, Norwegen) ist ein norwegischer Filmregisseur und Werbefilmproduzent.

## Biografie
Rønning ist in Sandefjord, südlich von Oslo, aufgewachsen und verbrachte seine Jugend dort. In frühster Kindheit sammelte er gemeinsam mit seinem Freund und späteren Partner Espen Sandberg seine erste Erfahrungen im Filmbereich. Sie drehten mit der Videokamera von Rønnings Vater Kurzfilme für den privaten Bereich. Rønning und Sandberg gingen nach ihrem Schulabschluss von 1992 bis 1994 auf eine Filmschule in Stockholm. Nach ihrem Abschluss an der Stockholmer Filmschule absolvierten sie ihren Wehrdienst bei der norwegischen Armee, wo sie überwiegend mit dem Drehen von Militär- und Werbefilmen für die norwegische Armee beschäftigt waren. 1995 gründeten sie gemeinsam die Filmproduktionsfirma Roenberg. Der Name Roenberg setzt sich zusammen aus ihren beiden Nachnamen „Rønning“ und „Sandberg“. Ihr in Oslo ansässiges Unternehmen produzierte vorwiegend Musikvideos und Werbefilme, unter anderem für Airbus, Nintendo, Coca-Cola und Nokia. Das Duo führte auch Regie zu einem Werbespot zum Skispringen und drehte zum US-amerikanischen Super Bowl eine Budweiser-Werbung. Aus privaten Interessen gründete Rønning später mit Freunden den Bio-Laden Rått Ass AS in Sandefjord.
Als Regie-Duo versuchten Rønning und Sandberg später auch Spielfilme zu drehen. 2006 drehten sie den mexikanisch-US-amerikanischen Westernfilm Bandidas. In Norwegen erreichten Rønning und Sandberg 2008 große Aufmerksamkeit für ihre Regie im Blockbuster-Film Max Manus, mit dem Schauspieler Aksel Hennie in der Hauptrolle.
Ihr Film Max Manus wurde 2009 für den norwegischen Amanda-Filmpreis in der Kategorie „Beste Regie“ nominiert.
Espen Sandberg und Joachim Rønning drehten 2012 einen Film über Thor Heyerdahl und seine Kon-Tiki-Expedition unter dem Titel Kon-Tiki. Der Film hatte am 23. August 2012 seine Weltpremiere auf Den norske filmfestivalen in Haugesund. Das Osloer Kon-Tiki-Museum präsentierte dazu in einer Extra-Ausstellung die Entwicklung dieses neuen Kon-Tiki-Films. Kon-Tiki wurde 2013 für die 85. Verleihung des Oscars in der Kategorie „Bester Fremdsprachiger Film“ nominiert. Außerdem führten Rønning und Sandberg gemeinsam bei Pirates of the Caribbean: Salazars Rache Regie, der im Mai 2017 in Kino kam.

## Privates
Rønning hat zwei Töchter mit seiner Frau Kristin und sie leben gemeinsam  in Oslo.

## Filmografie

### Regisseur
- 1997: Dag 1
- 2006: Bandidas
- 2007: Kubisten
- 2008: Max Manus
- 2012: Kon-Tiki
- 2017: Pirates of the Caribbean: Salazars Rache (Pirates of the Caribbean: Dead Men Tell No Tales)
- 2019: Maleficent: Mächte der Finsternis (Maleficent: Mistress of Evil)
- 2024: Die junge Frau und das Meer (Young Woman and the Sea)

### Drehbuchautor
- 2007: Kubisten

### Weitere Auftritte
- 2012: Seile sin egen sjø (Dokumentarfilm, eigener Auftritt als er selbst)